# ورم مسخي عجزي عصعصي
ورم مسخي عجزي عصعصي (بالإنجليزية: Sacrococcygeal teratoma)‏ هو نوع من الأورام يُعرف باسم الورم المسخي، ينمو في قاعدة العصعص ويُعتقد أنه ينشأ من الشريط البدائي. يعتبر هذا الورم حميدا في 75% من الأوقات، وخبيثا في 12% من الأوقات، أما في بقية الأوقات فيُعد «ورم مسخي غير ناضج» يشترك في الخواص الحميدة والخبيثة. تنمو الأورام الحميدة في الغالب لدى الأطفال الأصغر سناً الذين يقل عمرهم عن 5 أشهر، والأطفال الأكبر سناً فُيرجح أن ينمو بهم الورم الخبيث. تنشأ متلازمة كورارينو نتيجة لطفرة جسمية سائدة في المورثة MNX1، وتشمل على كتلة أمام العجز (عادة ما تكون ورم مسخي ناضج أو نتوء أمامي بالسحايا)، وتشوه شرجي وإضافة إلى خلل في تكون العجز.

## الأسباب
يُلاحظ ظهور الورم في حالة واحدة من كل 35000 مولود، ويعد من أكثر الأورام شيوعا لدى الأطفال حديثي الولادة. توجد معظم حالات المرض لدى الرضع والأطفال، ولكن لُوحظ أيضا وجوده لدى البالغين كما أن زيادة إجراء فحص الأشعة فوق الصوتية قبل الولادة أدى إلى ارتفاع كبير في أعداد الحالات المشخصة بالورم في الأجنة. كما هو الحال في الأورام الأخرى، يمكن للورم المسخي العجزي العصعصي أن ينمو إلى حجم كبير جدا. وعلى عكس الأورام المسخية الأخرى فقد ينمو إلى حجم أكبر من حجم الجنين.
يعد الورم المسخي العجزي العصعصي أكثر أورام الخلايا الجرثومية شيوعا التي تمّ تشخيصها في حديثي الولادة (28 يوم) والرضّع، والأطفال الذين تقل أعمارهم عن 4 سنوات. يظهر الورم لدى الإناث بشكل أكبر منه في الذكور؛ بنسبة 3:1 إلى 4:1 من الحالات المنقولة.

## العلاج
الخيار الأول المفضل لعلاج الأورام المسخية العجزية العصعصية هو الإزالة الكلية جراحياً (بتر كلي). الأسلوب المفضل لعلاج الأورام الصغيرة هو من خلال العجان، أما الأورام الكبيرة فقد تتطلب أساليب مختلفة من خلال البطن. يجب أن يشمل الإستئصال منطقة العصعص وقد يشمل أجزاء من العجز. ويجب أن تتضمن العملية الجراحية إعادة توصيل العضلات الصغيرة والأربطة التي كانت سابقا متصلة بالعصعص، وبالتالي إعادة بناء العجان الخلفي. وإذا لم يحدث ذلك فسيؤدي إلى فتق عجاني في وقت لاحق.
تمّ تصنيف الأورام المسخية العجزية العصعصية شكلياً بناءا على امتدادهم النسبي داخل وخارج الجسم:
- Altman type I — خارجي كلياً، ويكون أحياناً متصلا بالجسم من خلال ساق ضيقة فقط.
- Altman type II — أغلبه خارجي
- Altman type III — أغلبه داخلي
- Altman type IV — داخلي كلياً، ويُعرف أيضا باسم الورم المسخي أمام العجز أو الورم المسخي خلف المستقيم